# Паудль Ісоульфссон
Паудль Ісоульфссон (ісл. Páll Ísólfsson; 12 жовтня 1893, Стоксейрі — 23 листопада 1974, Рейк'явік) — ісландський композитор, органіст, музичний педагог і диригент.

## Біографія
Паудль народився Сімонаргусі в Стоксейрі 12 жовтня 1893 року у сім'ї органіста та композитора Ісоульфюра Паульссона та Тюридюр Бьярднадоттір. До п'ятнадцяти років Паудль жив зі своїми батьками у Стоксейрі, у 1908 році він переїхав до Рейк'явіка, де жив у родині свого дядька Йоуна Паулссона, скарбника державного банку. У Рейк'явіку Паудль протягом кількох років вивчав музику у Сіґфуса Ейнарссона, ісландського композитора та придворного органіста.
У 1913 році Паудль поїхав до Німеччини, де кілька років вивчав орган у Королівській музичній школі в Лейпцигу в класі у Карла Штраубе, кантора всесвітньо відомої Церкви святого Томи, де колись Йоган Себастьян Бах виконував обов'язки кантора церковного хору. У 1917—1919 роках Паудль був помічником та заступником Штраубе у церковному хорі та викладачем у Королівській вищій музичній школі. Потім він вирушив до Парижа для подальшого навчання в одного з найбільших французьких органістів — Жозефа Бонне. Живучи у Франції, Паудль давав багато концертів у різних країнах, особливо у Німеччині та Данії, і отримав беззаперечне визнання своєї майстерності як органіста. Але його думки завжди були зосереджені на Ісландії, тому у 1921 році він повернувся на батьківщину і починає там займатися музикою.
Єдиною постійною музичною роботою, доступною на той час в Ісландії, був Духовий оркестр Рейк'явіка. Паудль став диригентом цього оркестру та керував ним протягом наступних 12 років. У 1930 році Паудль отримав нагороду від Альтингу за видатні досягнення в музиці, а також став керівником створеної цього ж року Музичної школи Рейк'явіка та членом Державної ради з радіомовлення. Посаду керівника школи він обіймав беззмінно до 1957 року, а членом держради з радіомовлення, музичним консультантом та музичним керівником державного радіомовлення він був майже безперервно до 1959 року.
Паудль доклав неоціненних зусиль для створення музичної культури в Ісландії. Крім роботи у музичній школі та на радіо, він деякий час викладав гру на органі в Університеті Ісландії, багато років писав музичні огляди для газети «Моргунбладід», був органістом Вільної церкви в Рейк'явіку у 1926—1939 роках, а потім органістом у Кафедральному соборі до 1967 року. Паудль часто виступав на концертах, як органіст, піаніст, співак і диригент, а також керував симфонічним оркестром Рейк'явіка при виконанні першої ораторії в Ісландії — «Створення світу» Гайдна.

## Нагороди
За свої заслуги Паудль отримав у 1945 році він отримав звання почесного доктора Університету Осло, у 1956 році він став членом Королівської вищої музичної школи в Стокгольмі.
У січні 1940 року Паудль, як видатний ісландський органіст, отримав Лицарський хрест ордена Ісландського сокола, у січні 1950 року за досягнення в ісландській музиці — Великий Лицарський хрест, у червні 1967 року — Великий Лицарський хрест із зіркою ордена Ісландського сокола. У березні 1969 році, отримавши Великий хрест за досягнення в музиці Ісландії, Паудль Ісоульфссон став повним кавалером ордена Ісландського сокола.

## Творчість
За своє життя Паудль написав кілька опер й ораторій, безліч церковних хоралів, органних концертів та прелюдій, камерної вокальної та інструментальної музики, а також низку творів «популярного» характеру. Його мистецтво сягає корінням у романтико-класичну культурну спадщину, але водночас його твори несуть відбиток ісландської культури. Композитор Йоун Торарінссон говорив, що твори Паудля Ісоульфссона романтичні на вигляд, добротні за структурою та класичні за формою. Вони виглядають дуже скандинавськими та мужніми, і в багатьох із них відчувається сильний вплив ісландських народних пісень.
Серед опублікованих творів Паудля є фортепіанні сонати, сюїти та п'єси, кілька десятків хоральних прелюдій для органу чи фісгармонії та три пісенні видання. Крім того, окремо вийшли друком численні пісні та кантати, а також дві великі оркестрові роботи («Hátíðarforleik» у 1950 році та «Hátíarmar» у 1961 році) та кілька музичних п'єс («Gullna hliðið», «Veizlan á Sólhanbo»).